# 마타갈파주

마타갈파 주의 위치

마타갈파주(스페인어: Departamento de Matagalpa)는 니카라과 중부에 위치한 주로 주도는 마타갈파이며 면적은 8,523km2, 인구는 484,900명(2005년 기준)이다. 13개 지방 자치체를 관할한다.

주기
주 문장